# Піддон (зброя)

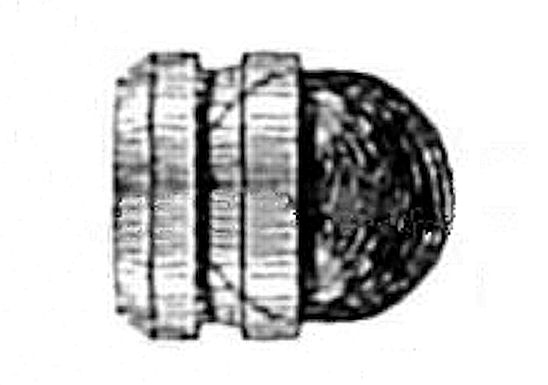
Снаряд з піддоном 1824 від бомбічної гармати

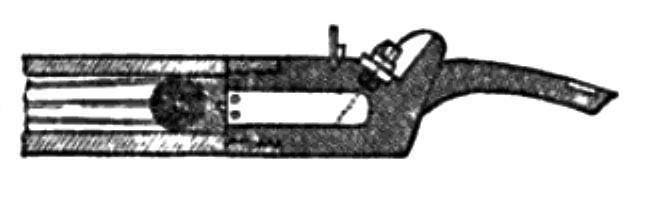
Свинцева куля з дерев'яним піддоном зброї Дельвіне

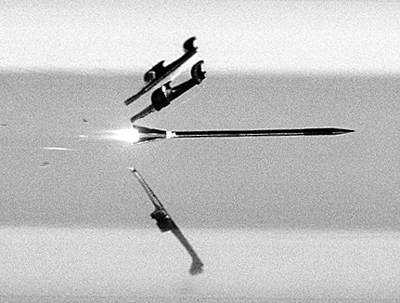
БОПС «long rod» відділення стріли від піддону

Протитанковий постріл з піддоном

Піддон — пристрій, який використовують у вогнепальній зброї або гарматі для утримання снаряда, наприклад кулі, у центрі ствола під час стрільби. Він має менший діаметр ніж калібр зброї.

## Конструкція
Метою використання піддона є запобігання прориванню порохових газів і утримання кулі всередині ствола, а також у разі потреби заповнити зазор між набоєм і стволом, який має назву «парусність». Стрільба снарядом малого розміру з піддоном збільшує дулову швидкість снаряда. Створений з легких матеріалів (зазвичай пластик у гарматах малого калібру, та алюміній — і, у давнині, дерево або пап'є-маше — у гарматах), піддон зазвичай складається з декількох частин, які тримаються купи завдяки набою або нещільному з'єднанню. Після пострілу, він блокує порохові гази й штовхає снаряд уздовж ствола. Коли піддон досягає його кінця, ударна хвиля відкидає його частини від снаряда, що дозволяє останньому продовжити політ.
Піддони дозволяють стріляти флешетами, які утворюють бронебійний оперений підкаліберний снаряд. Набій складається з піддона, який тримає чисельні підкаліберні дротики та утримує флешети разом до тих пір, поки його гільза не відпаде після пострілу.
Піддоноподібні кулі для дробовиків продаються у США починаючи з 1985 року. При використанні нарізних стволів, вони дають кращу точність ніж звичайні кулі для дробовиків. Дозволені для використання на полюванні майже у всіх Штатах.

## Типи піддонів

Типи піддонів:
1. Чашкоподібний
2. Розривний чашкоподібний
3. Базовий
4. Шпиндельний
5. Кільцевий

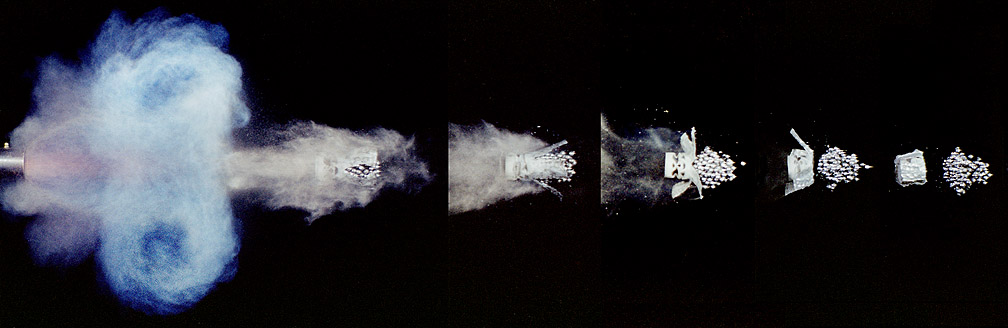
Зображення пострілу з дробовика і відкидання піддона.

### Чашкоподібний
Піддон підтримує основну і кінцеву частину снаряда. Коли піддон і снаряд залишають ствол, тиск повітря на піддон відкидає його зі снаряда.

### Розривний чашкоподібний
Загалом використовують у ручній зброї (особливо дульнозарядній), розривний чашкоподібний піддон оточує основу і боки снаряда. Після пострілу інерція від обертання снаряда і піддона відокремлює сегменти, які охоплюють снаряд, звільняючи його.

### Базовий
Базовий піддон підтримує нижню основу снаряда, а окремі елементи підтримують з боків і центрують снаряд.
Такий піддон краще відокремлюється від снаряда, ніж чашкоподібні, але він дорожчий через те, що має багато частин.

### Шпиндельний
Шпиндельний складається із (зазвичай двох) кілець, які мають центральну секцію що контактує з довгим снарядом та передньою секцію, яка вирівнює снаряд відносно центру ствола та задньою секцію, яка також центрує снаряд і закриває канал ствола від прориву газів.
Такі піддони використовують у бронебійних оперених підкаліберних снарядах.
Кулі для дробовиків зазвичай мають литі пластикові піддони схожі на шпиндельні. Вони зазвичай мають довжину всієї кулі й пристосовані для використання у нарізних стволах.

### Кільцевий

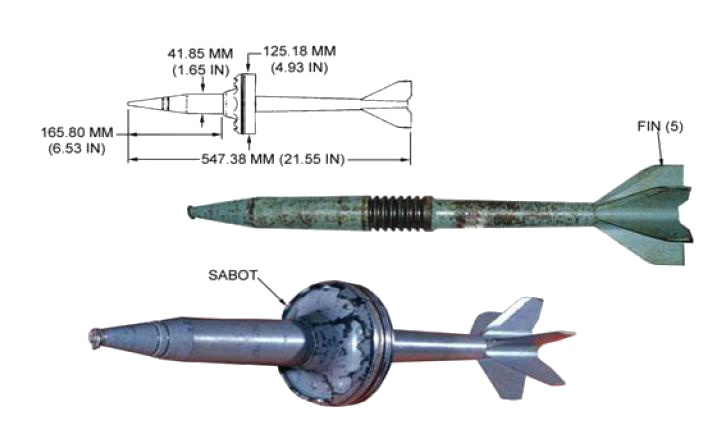
Радянський бронебійний снаряд БМ-15 з кільцевим піддоном

Кільцеві піддони використовують на оперених снарядах для їх центрування, тому він зазвичай розташований у передній частині снаряда, закриваючи простір від витоку порохових газів.
Оскільки висота оперення збігається з калібром ствола, цього достатньо для отримання оптимальних льотних характеристик.
Деякі радянські, а за ними й російські, бронебійні снаряди мають кільцеві піддони.